# Дуби черешчаті (Бакумівка)
Дуби́ черешчаті — ботанічна пам'ятка природи місцевого значення в Україні. Розташована в межах Комишнянської селищної громади Миргородського району Полтавської області, поблизу села Бакумівка у заплаві річки Хорол.
Площа — 0,2 га. Статус присвоєно згідно з рішенням облвиконкому від 14.03.1989 № 75. Перебуває у віданні: ДП «Миргородське лісове господарство» (кв. 125 вид. 12).
Статус присвоєно для збереження двох вікових екземплярів дуба звичайного віком близько 300 років. Обхват на висоті 1,3 м. у 2021 році становив 650 см.

## Галерея

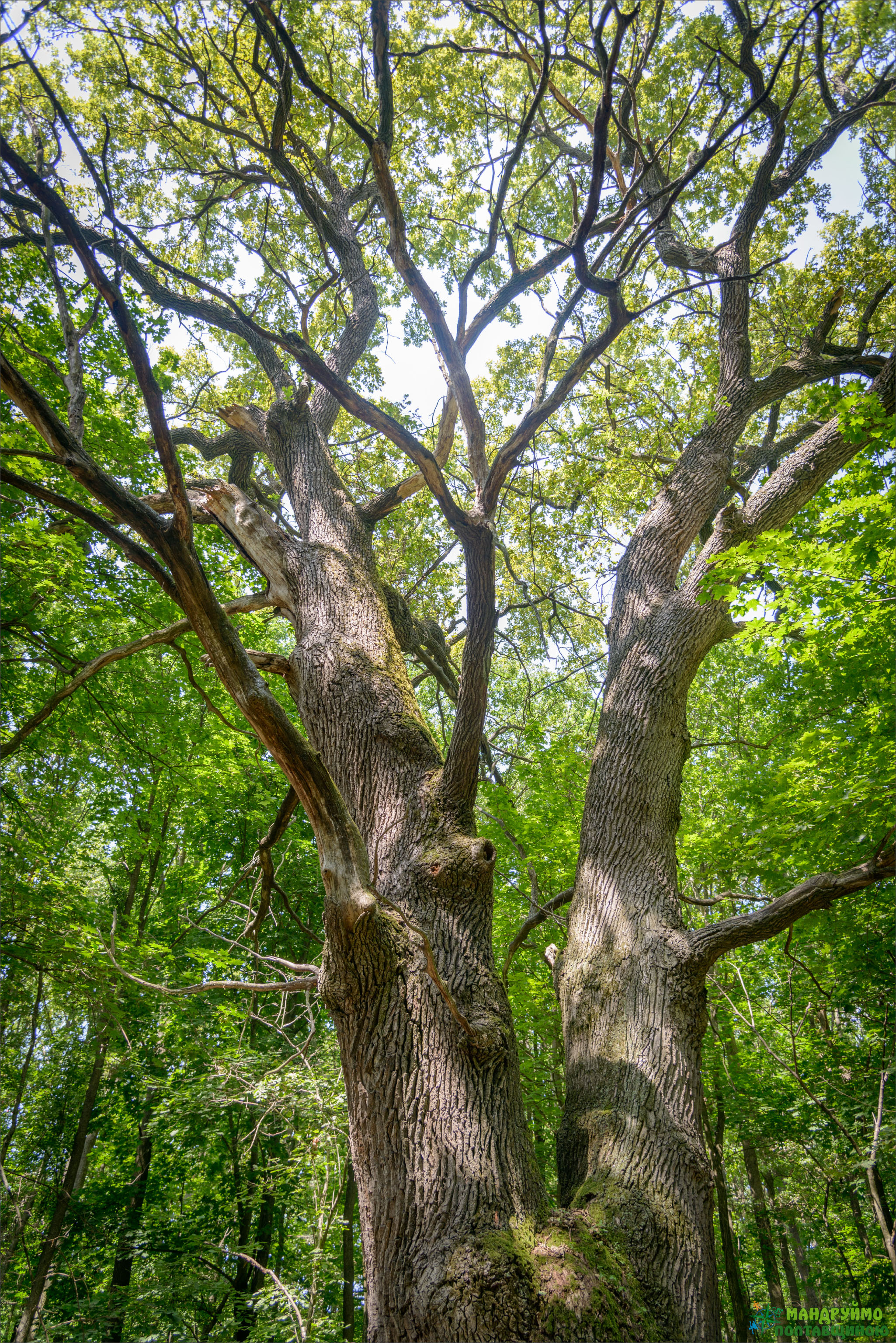
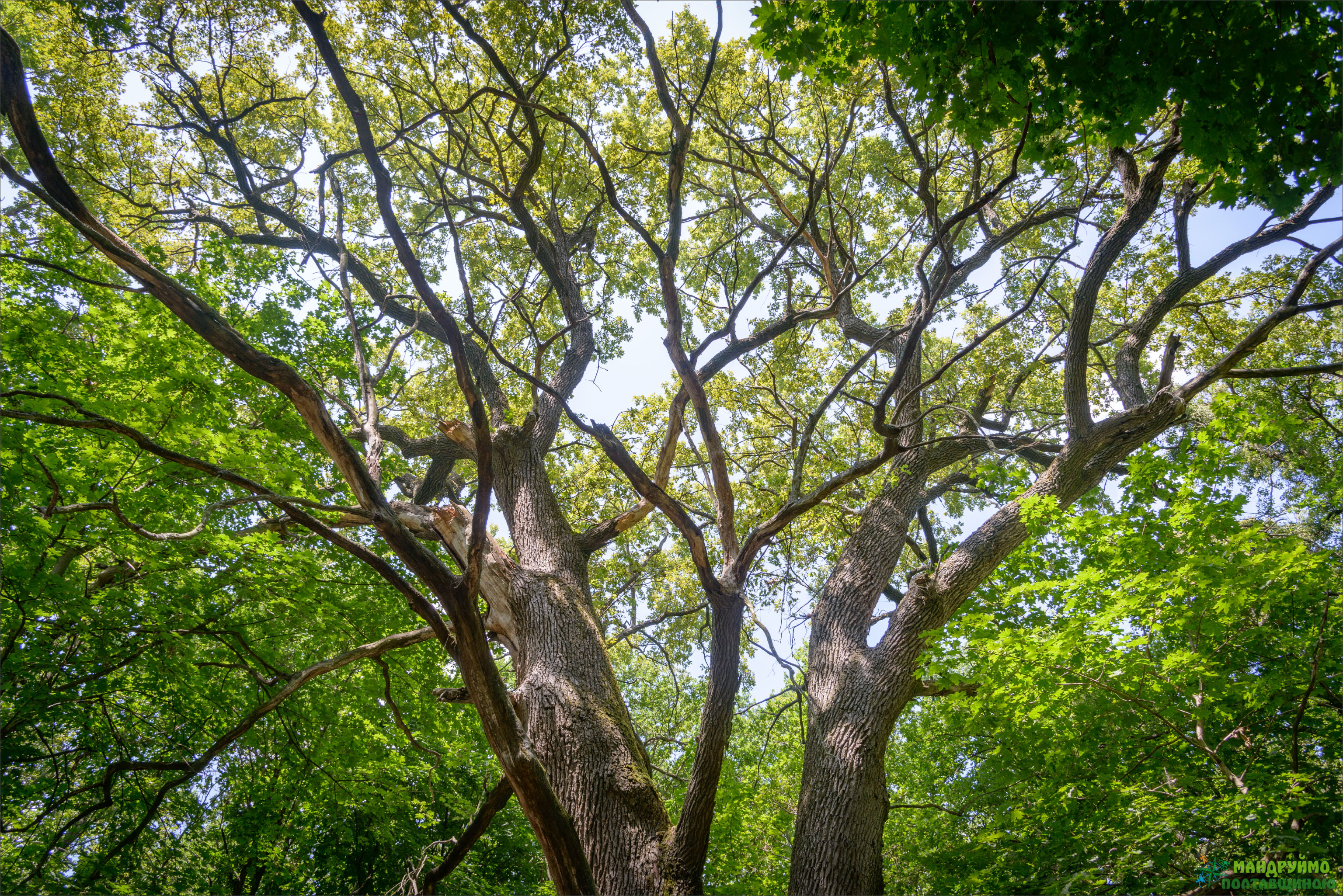
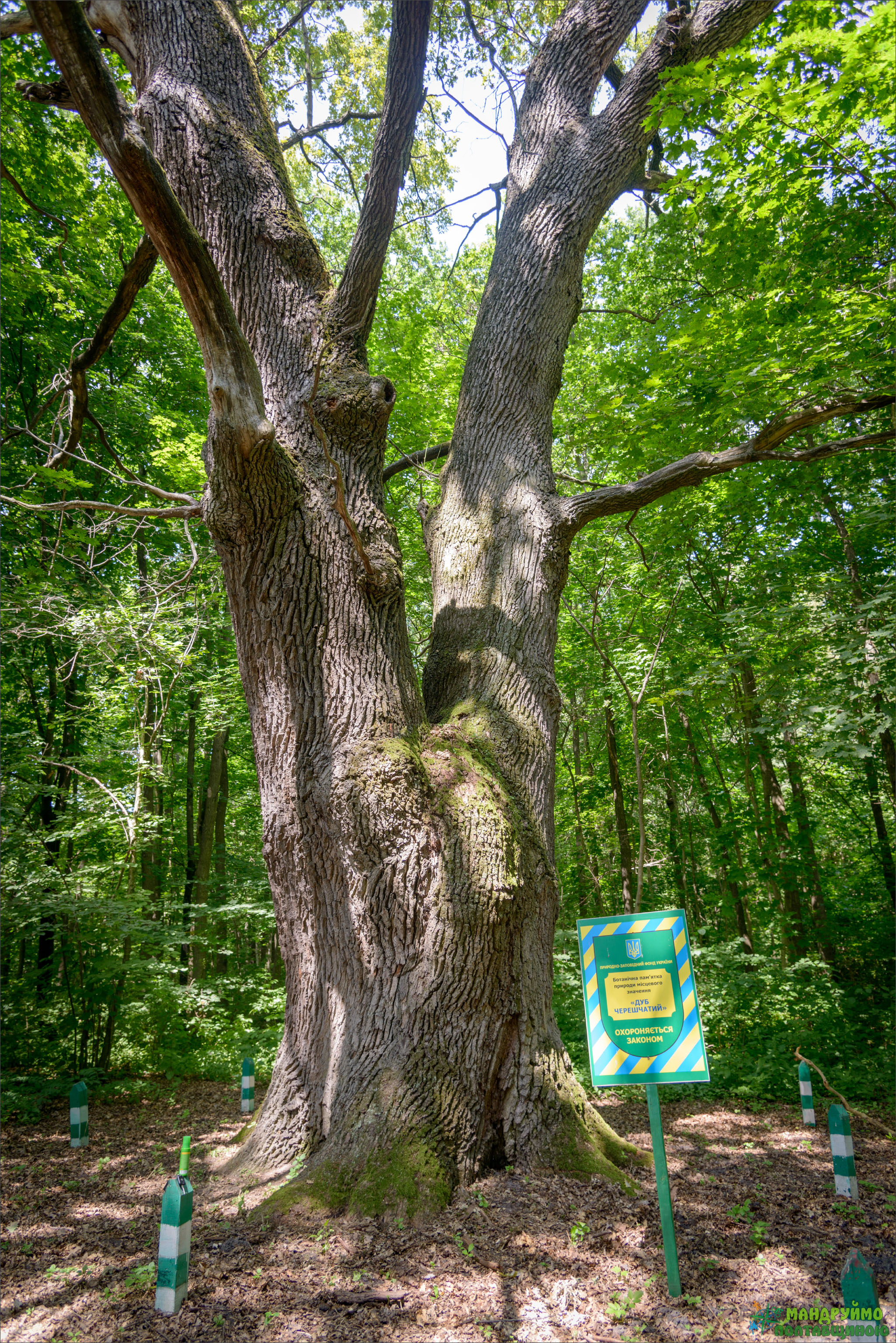